# Salvia bariensis
Salvia bariensis là một loài thực vật có hoa trong họ Hoa môi. Loài này được Thulin miêu tả khoa học đầu tiên năm 1993.